# Experience & Education
Albums de Sadat X
The State of New York vs. Derek Murphy
(2000) Black October
(2006)
Singles
1. What Did I Do?
Sortie : 2005

Experience & Education est le deuxième album studio de Sadat X, sorti le 25 octobre 2005.

## Liste des titres
| No  | Titre                                                                            | Contient un (des) sample(s) de                               | Durée |
| --- | -------------------------------------------------------------------------------- | ------------------------------------------------------------ | ----- |
| 1.  | God Is Back (Produit par DJ Spinna)                                              | Ice de Spirit                                                | 4:50  |
| 2.  | What Did I Do? (Produit par Kleph Dollaz)                                        | What'll I Do de Gloria Gaynor                                | 4:05  |
| 3.  | The Daily News (Produit par Kleph Dollaz)                                        |                                                              | 3:58  |
| 4.  | Back to New York (featuring Agallah – Produit par Vin the Chin)                  | Theme from the Godfather de Jesus Acosta & the Professionals | 3:57  |
| 5.  | The Great Diamond D (featuring Heltah Skeltah – Produit par Diamond D)           |                                                              | 4:13  |
| 6.  | Come on Down (Remix) (featuring Eddie Cheeba et GS – Produit par The P Brothers) |                                                              | 3:27  |
| 7.  | Interlude (Produit par Ben Gebhardt)                                             |                                                              | 0:47  |
| 8.  | Help Yourself (Produit par Kleph Dollaz)                                         |                                                              | 4:17  |
| 9.  | Have a Good Life (Produit par Sha Boogie)                                        |                                                              | 3:50  |
| 10. | Why Don't You? (Experience) (featuring Edo. G – Produit par Madsol-Desar)        |                                                              | 4:05  |
| 11. | Creep (Produit par A Kid Called Roots)                                           |                                                              | 2:56  |
| 12. | Ge-ology Beat (featuring Gina Vegas – Produit par Ge-ology)                      |                                                              | 3:50  |
| 13. | Stack Up (featuring Agallah – Produit par The P Brothers)                        |                                                              | 2:57  |
| 14. | Shout (featuring Agallah – Produit par The P Brothers)                           |                                                              | 2:25  |
| 15. | Shine (featuring les Money Boss Players – Produit par Minnesota)                 |                                                              | 5:01  |
| 16. | Outro (NY Fanfare) (Produit par The P Brothers)                                  |                                                              | 1:02  |